# Sphaerella salicis
Sphaerella salicis är en svampart som tillhör divisionen sporsäcksvampar, och som beskrevs av František Bubák och Jens Schanke Vleugel. Sphaerella salicis ingår i släktet Mycosphaerella, och familjen Mycosphaerellaceae. Arten är reproducerande i Sverige.